# Docamel
Docamel es una localidad de Santa Lucía que forma parte del distrito de Vieux Fort.

## Toponimia
La localidad también es conocida por el nombre de Docamel/La Resource.